# PATA (アルバム)
『PATA』（パタ）は、1993年11月4日にリリースしたPATAのソロ1stアルバム。

## 解説
X JAPANのギタリスト･PATAの初のソロ作品。
今作は11曲中4曲がヴォーカル入り楽曲であるが、詞は全曲英歌詞であり、外国人ヴォーカリストを起用している。

## 収録曲
全作曲・編曲：PATA+日向大介+STAN KATAYAMA
1. 6 Hours to Minute
2. East Bound
3. 5 o'clock
4. All the Way
  - 作詞：Michell Marcoulier
5. So Far
6. Road of Love
  - 作詞：Michell Marcoulier
7. Little Iron Waltz
8. Story of a Young Boy
  - 作詞：Michell Marcoulier
9. Psychedelic Jam
  - 作詞：Michell Marcoulier
10. Positively Unsure
11. Strato Demon

## 参加ミュージシャン
- PATA - ギター
- 日向大介 - キーボード （#1,2,5,6,8,10,11）
- Tim Bogert - ベース （#2,4,9,11）
- Tommy Aldridge - ドラムス （#3,4,5,6）
- Mike Finnigan - ハモンドオルガン （#2）
- Gerald Johnson - ベース （#3,6）
- James Christian - ボーカル （#4,6,8,9）
- Rafael Padilla - パーカッション （#5,8,10）
- Mike Porcaro - ベース （#10）
- Simon Phillips - ドラムス （#1,10,11）